# East Orosi
East Orosi est une census-designated place américaine située dans le comté de Tulare dans l'État de Californie. En 2010, sa population était de 495 habitants.

## Démographie
Selon le recensement des États-Unis de 2010, la population est de 495 habitants.
| 2000 | 2010 | - | - | - | - |
| ---- | ---- | - | - | - | - |
| 426  | 495  | - | - | - | - |